# Рисунка
Рисунката е изображение направено върху плоска повърхност (хартия, картон, плат, стена и други) с помощта на рисувателен материал. Тя е първоосновата на графиката, живописта, скулптурата и приложни изкуства. Умението да се създаде рисунка е необходимо в модния и промишлен дизайн, както и на художниците сценографи, аниматори и създатели на компютърни игри. Поради тази причина изучаването ѝ е част от обучението на всеки художник.
Материалите и инструментите необходими за направата на рисунка са същите като при графиката, която произлиза от нея. Сред най-често използваните са молив, въглен, креда, сангин, туш и перо, бои и четки.
Обикновено художниците си служат с рисунката като помощно средство при създаване на своите картини, графики и скулптури. Тя е необходима при изясняване на идеята, която ще бъде вложена в произведението. Чрез нея трябва да се набележат някои основни проблеми и задачи при изпълнението му: композиция, улавяне движението на фигурите, пропорционирането им, набелязване на перспективата и светлосянката, запечатване на характерни особености. Понякога рисунката може да се превърне в самостоятелно произведение на изкуството. Сред всепризнатите майстори на рисунката са Леонардо да Винчи, Микеланджело, Дюрер, Рубенс и Рембранд. Пример за рисувач е българският художник Илия Бешков.

## История
Създаването на рисунки е една от най-древните човешки дейности. Съхранени са пещерни рисунки датиращи от 20 000 г. пр.н.е. Те са правени върху стените с въглен и оцветени с бои приготвени от стрити на прах минерални вещества. Сред най-прочутите са рисунките в пещерите Ласко – Франция, и Алтамира – Испания. Създаването на рисунки продължава през цялата история на човечеството. Съхранени са рисунки принадлежащи на най-различни епохи и произлизащи от различни региони. През Средновековието и Ренесанса, майсторите са притежавали албуми със свои рисунки, които са служили като образец за учениците им.

## Рисуване
Рисуването е пресъздаване на реални или имагинерни образи, събития, впечатления, импресии и т.н. до обединяването им в една композиционна, колоритна и идейна цялост. Различава се от простия акт на боядисване по вложените емоции и идеи, като картината е израз на вътрешни усещания.
Самото рисуване се извършва чрез нанасянето на цветове, контури, щрихи и петна върху рисувателна повърхност като хартия, дърво, стъкло и т.н. Рисунката направена с врязване на щрихи в твърда повърхност се нарича графит.
Ако думата „рисуване“ се използва в артистичното си значение, то се отнася за процеса на рисуване, съчетан с чертане, композиция и други естетически похвати, с цел да се изрази представата на рисуващия.